# Bezuljak
Bezuljak este o localitate din comuna Cerknica, Slovenia, cu o populație de 100 de locuitori.